# Atividade extraveicular

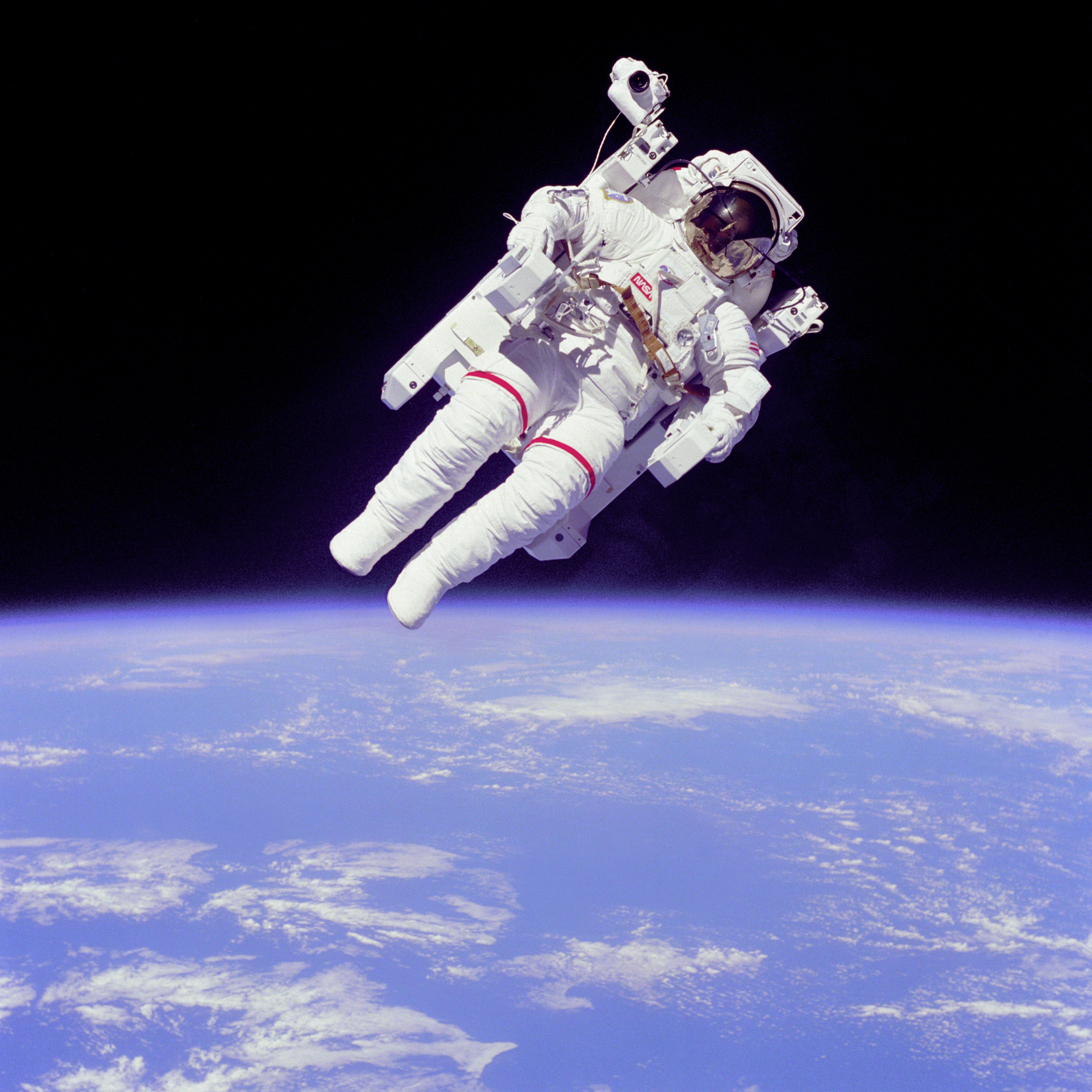
O astronauta Bruce McCandless numa EVA

Atividade extraveicular (em inglês:  extra-vehicular activity, sigla EVA) é a denominação de operações desenvolvidas no espaço pelos astronautas em espaço aberto. O termo geralmente refere-se a caminhadas no espaço fora do veículo ou estação espacial em órbita da Terra, embora também se aplique a operações na superfície da Lua.

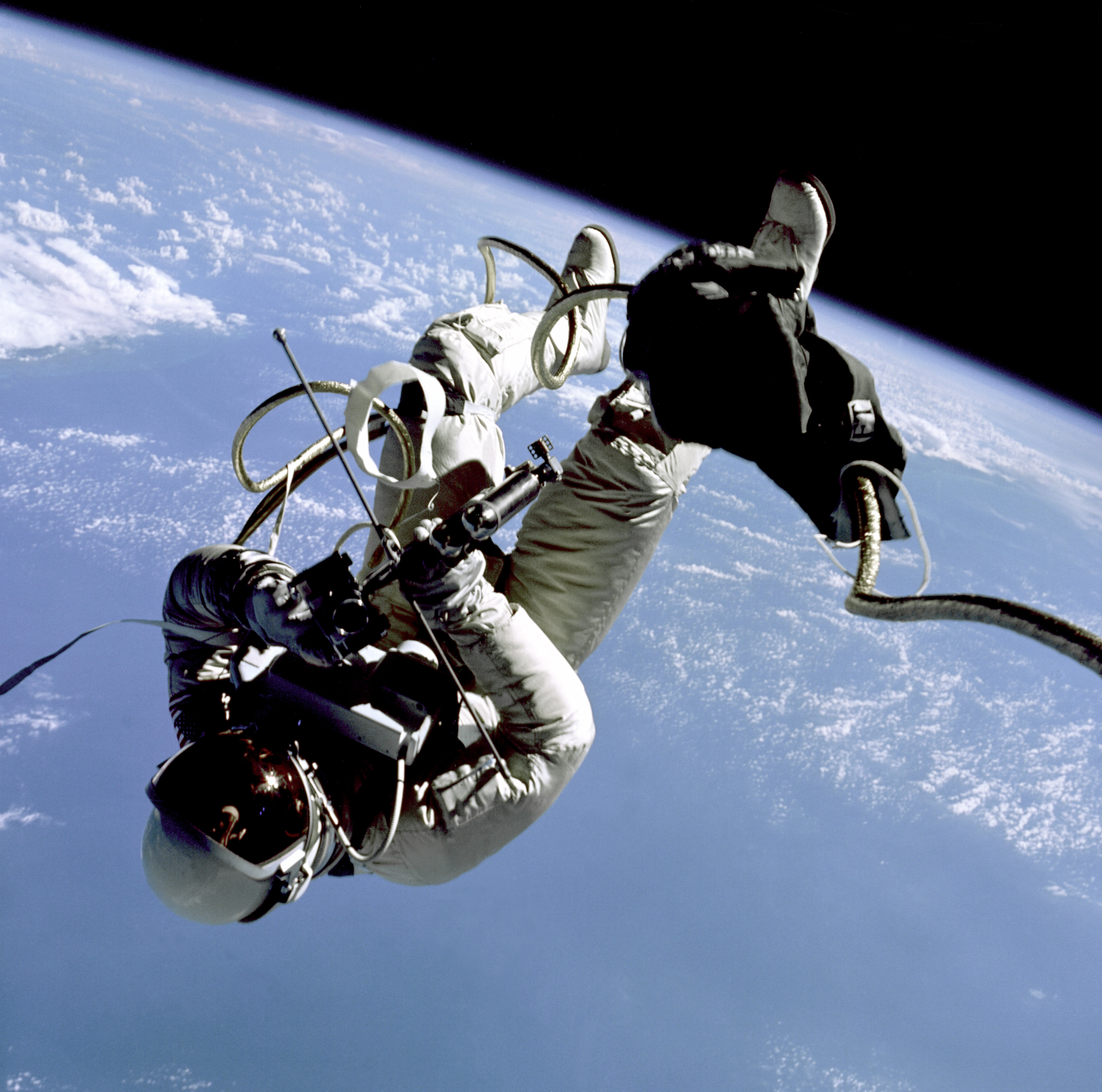
Primeiro "passeio no espaço" (EVA) norte-americano: Ed White / Gemini IV / 1965

A primeira atividade extraveicular da história foi na missão da nave soviética Voskhod 2 em março de 1965. Noventa minutos após o lançamento da base de Baikonur, na URSS, no final da primeira órbita, o cosmonauta soviético Alexei Leonov "caminhou" no espaço durante 20 min, enquanto seu companheiro de voo permanecia dentro da espaçonave. Seu "passeio" se iniciou sobre o norte da África, próximo ao Sudão, e terminou no leste da Sibéria. Na volta para a nave, Leonov teve um problema com o volume da roupa e encontrou grandes dificuldades para entrar novamente, só o conseguindo após fazer uma perigosa manobra de diminuição da pressurização do traje espacial de maneira a poder passar pela escotilha da Voskhod.
A primeira atividade extraveicular norte-americana ocorreu na missão Gemini IV, em junho de 1965, com o astronauta Edward White. Nesta EVA foi usado um controle de locomoção de mão movido a gás, para melhor estabilização do astronauta.

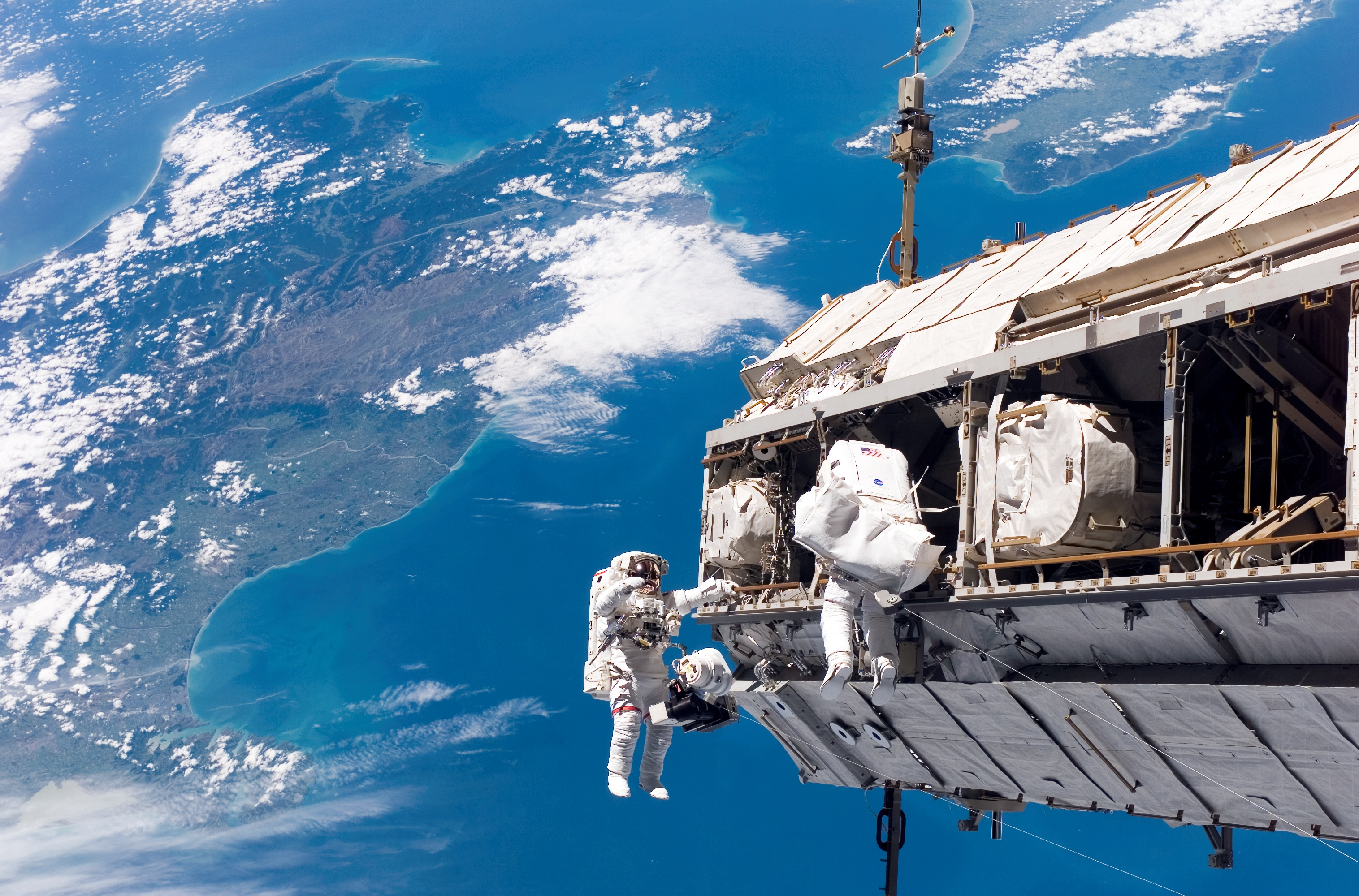
Um astronauta realizando uma caminhada espacial sobre o Estreito de Cook.

A primeira e única atividade extraveicular em espaço aberto fora da órbita terrestre ocorreu durante a viagem de retorno da Lua na missão Apollo 15, com o piloto do Módulo de Comando Alfred Worden.
A primeira atividade extraveicular ocorrida em solo, aconteceu, obviamente, quando o astronauta Neil Armstrong pisou pela primeira vez na Lua.
Em 1984, O astronauta especialista de missão do ônibus espacial Challenger Bruce McCandless foi o primeiro homem a realizar uma EVA no espaço, sem estar ligado fisicamente à nave-mãe, usando uma mochila espacial de controle manual, movida a jatos de nitrogênio.